# Смит, Дин (футболист)
Дин Смит (англ. Dean Smith; род. 19 марта 1971, Уэст-Бромидж, Уэст-Мидлендс) — английский футболист и футбольный тренер.

## Карьера игрока
Смит начал свою игровую карьеру в «Уолсолл». Однако дебютный сезон Дина был омрачён вылетом клуба из Второго дивизиона. В следующем сезоне 1989/90 под руководством Джона Барнуэлла клуб продолжил падение, выбыв в Четвёртый дивизион. Однако и в четвёртом по силе дивизионе чемпионата тренер Кенни Хиббит сумел привести команду лишь к шестнадцатому месту в сезоне 1990/91 и пятнадцатому — в сезоне 1991/92. Тем не менее «шорники» вышли в плей-офф лиги, финишировав на пятом месте в сезоне 1992/93, потерпев, однако, разгромное поражение от «Кру Александра». В следующем сезоне 1993/94 «Уолсолл» занял десятое место, а Смит покинул клуб, сыграв в общей сложности 166 игр за команду, а также забив два мяча.

## Карьера тренера
12 декабря 2023 года Смит был назначен главным тренером клуба MLS «Шарлотт», подписав многолетний контракт.